# Fabinho
Fabinho (* 23. Oktober 1993 in Campinas; bürgerlich Fábio Henrique Tavares) ist ein brasilianischer Fußballspieler. Er wird meist im defensiven Mittelfeld eingesetzt und steht beim Ittihad FC unter Vertrag.

## Karriere

### Verein
Fabinho begann seine Laufbahn bei Paulínia FC, einem Verein aus der gleichnamigen Stadt. 2011 verpflichtete der brasilianische Spitzenklub Fluminense Rio de Janeiro den jungen Außenverteidiger. In den Kader der ersten Mannschaft des Klubs wurde er erstmals am 20. Mai 2012 für ein Ligaspiel gegen Corinthians berufen, kam jedoch letztlich nicht zum Einsatz. Im Sommer 2012 unterschrieb Fabinho einen bis 2018 laufenden Vertrag beim portugiesischen Erstligisten Rio Ave FC, wurde jedoch für die Saison 2012/13 an Real Madrids Zweitmannschaft Real Madrid Castilla verliehen. Am 17. August 2012 feierte er gegen den FC Villarreal sein Debüt in der Segunda División. Am 8. Mai 2013 spielte er unter Trainer José Mourinho erstmals auch für Real Madrid in der Primera División.
Zur Saison 2013/14 wechselte Fabinho auf Leihbasis in die französische Ligue 1 zur AS Monaco. Dort konnte er sich als Rechtsverteidiger durchsetzen und kam auf 26 Einsätze. In der Saison 2014/15 verpasste Fabinho lediglich zwei Ligaspiele und stand in 35 seiner 36 Einsätze in der Startelf. Zudem spielte der erstmals in der Champions League (zehn Einsätze, ein Tor). Zur Saison 2015/16 wurde Fabinho fest verpflichtet und mit einem Vertrag bis zum 30. Juni 2019 ausgestattet. In der Saison 2016/17 wurde er mit der AS Monaco französischer Meister.
Zur Saison 2018/19 wechselte Fabinho in die englische Premier League zum von Jürgen Klopp trainierten FC Liverpool. 2019 konnte Fabinho mit Liverpool die UEFA Champions League gewinnen. Dabei kam er zu elf Einsätzen (kein Tor). In der Saison 2019/20 konnte Fabinho mit Liverpool die englische Meisterschaft gewinnen.
Im Sommer 2023 wechselte er nach Saudi-Arabien zum Ittihad FC und unterschrieb dort einen Vertrag bis 2026.

### Nationalmannschaft
Fabinho bestritt mit der brasilianischen U-20 Nationalmannschaft das Cape Town International Challenge im südafrikanischen Kapstadt. Sein Team gewann das Turnier durch ein 2:0 im Endspiel gegen Argentinien.
Von Nationaltrainer Tite wurde Fabinho am 17. August 2018 in den Kader für die Freundschaftsspiele am 7. September 2018 gegen die Fußballnationalmannschaft der Vereinigten Staaten und am 11. September 2018 gegen die Fußballnationalmannschaft von El Salvador in den Vereinigten Staaten berufen.

## Erfolge
International
- Champions-League-Sieger: 2019
- UEFA-Super-Cup-Sieger: 2019

Frankreich
- Französischer Meister: 2017

England
- Englischer Meister: 2020
- Englischer Pokalsieger: 2022
- Englischer Ligapokalsieger: 2022
- Englischer Supercupsieger: 2022

## Auszeichnungen
- Nominierung für den Ballon d’Or: 2022 (14. Platz)